# United States Pacific Air Forces

Het embleem van de Pacific Air Forces

De Pacific Air Forces (PACAF) is een Major Command (MAJCOM) van de United States Air Force en is ook het commando voor de luchtcomponent van het United States Indo-Pacific Command (USINDOPACOM). Het hoofdkantoor van PACAF is gevestigd op de Hickam Air Force Base-gedeelte van de Joint Base Pearl Harbor-Hickam op Hawaï, en is een van de twee USAF MAJCOM's die buiten de continentale Verenigde Staten zijn toegewezen, de andere is de United States Air Forces in Europe – Air Forces Africa. In de afgelopen vijfenzestig jaar is PACAF betrokken geweest bij gevechten tijdens de Koreaanse Oorlog, de Vietnamoorlog en vele operaties waaronder Desert Storm, Southern Watch, Northern Watch, Enduring Freedom en Iraqi Freedom.
De missie van de Pacific Air Forces is om parate lucht- en ruimtemacht te leveren om de Amerikaanse belangen in de regio Azië-Pacific te bevorderen in vredestijd, tijdens crises en in oorlog. PACAF organiseert, traint en rust het 45.000 totale strijdkrachtenpersoneel van de reguliere luchtmacht, de luchtmachtreserve en de Air National Guard uit met de instrumenten die nodig zijn om de commandant van het Indo-Pacific Command van de Verenigde Staten te ondersteunen. PACAF bestaat uit drie genummerde luchtmachten, negen hoofdbases en bijna 375 vliegtuigen.
Het verantwoordelijkheidsgebied van het commando strekt zich uit van de westkust van de Verenigde Staten tot de oostkust van Azië en van het Noordpoolgebied tot Antarctica, meer dan 260.000.000 km². Het gebied is de thuisbasis van bijna twee miljard mensen die in 44 landen wonen.